# Raon-aux-Bois
Raon-aux-Bois är en kommun i departementet Vosges i regionen Grand Est (tidigare regionen Lorraine) i nordöstra Frankrike. Kommunen ligger i kantonen Remiremont som tillhör arrondissementet Épinal. År 2022 hade Raon-aux-Bois 1 207 invånare.

## Befolkningsutveckling
Antalet invånare i kommunen Raon-aux-Bois
| Referens: INSEE |